# 45 Broad Street
45 Broad Street es un rascacielos residencial superalto en construcción en el Distrito Financiero de Manhattan, Nueva York. Está previsto que tenga 68 pisos y mida 317 m de altura, lo que la convertiría en la torre residencial más alta del Lower Manhattan. La excavación comenzó en 2017, pero a 2020, la construcción está en espera.

## Sitio
Swig Equities adquirió el sitio de 45 Broad Street, así como el Broad Exchange Building adyacente, en 2006. Swig planeó demoler un edificio preexistente en 45 Broad Street y parte del edificio Broad Exchange para transferir los derechos aéreos para un desarrollo propuesto. Swig deseaba construir un hotel Nobu para el sitio, que fue respaldado por Robert De Niro. El edificio habría sido diseñado por Moed de Armas and Shannon con un muro cortina de vidrio convencional junto con interiores de David Rockwell. El edificio habría contenido 1208 m² base comercial, 128 habitaciones de hotel y 77 condominios de "súper lujo" sobre el hotel en los pisos 41 a 62. El Nobu Hotel planeado habría tenido 62 pisos y 216 m de altura y estaba prevista su finalización en 2010.
En enero de 2009, Swig dejó de pagar una hipoteca de 49,2 millones de dólares de Lehman Brothers, lo que provocó la ejecución hipotecaria de la propiedad. En marzo de 2012, Lehman tomó el control de la propiedad por 6,8 millones de dólares.
En 2014, la parcela se colocó en el mercado y Madison Equities finalizó la adquisición del terreno en octubre de ese año. AMS Acquisitions también es inversionista en el proyecto, y el edificio será construido por la firma Pizzarotti-IBC.

### Construcción
El sitio de bienes raíces 6sqft publicó las primeras representaciones de los nuevos planes para el sitio en enero de 2016. Después del lanzamiento de las representaciones, Pizzarotti-IBC Rance MacFarland confirmó que la nueva estructura sería un rascacielos residencial muy alto que atendería a "compradores de nivel medio y de entrada". The Real Deal publicó representaciones más desarrolladas en febrero de 2016.
Los miembros de la industria de bienes raíces de Nueva York han expresado dudas de que Madison recupere los costos y la empresa ha tenido dificultades para recibir fondos para el proyecto. Estas dificultades se deben en parte a la proximidad del sitio al New York Stock Exchange Building y al alto nivel de seguridad alrededor de esa estructura. Sin embargo, el precio anticipado de las unidades en el edificio de poco menos de 1 millón hasta 4 millones de dólares ha atraído a inversores adicionales, incluido Gemdale (uno de los desarrolladores más grandes de China), dado el debilitamiento del mercado de súper lujo.
El trabajo de construcción de los cimientos comenzó en abril de 2017, momento en el que la altura del edificio se fijó en 340 m, y la excavación comenzó en mayo de 2018. El edificio fue aprobado para su construcción en diciembre de 2019. Sin embargo, la construcción se suspendió en enero de 2020

## Arquitectura
El edificio está siendo diseñado por CetraRuddy, que también diseñó One Madison, y está siendo construido por Pizzarotti LLC. El revestimiento de bronce y aluminio del edificio y su distintiva corona lo convertirán en uno de los primeros rascacielos denominados de inspiración art déco que se construyen en Nueva York.
El edificio será de uso mixto con 245 residencias y una base comercial de cinco pisos con 5760 m² dedicado a comercio y 8724 m² dedicado a una escuela. Las comodidades en el edificio incluirán un gimnasio con piscina, un jardín al aire libre y varios salones. Los niveles de protección contra el viento perforarán la fachada en los pisos 27 y 43. Los dos pisos tendrán techos de 32 pies de altura abiertos para el espacio de la terraza.

### Ascensores de metro
En julio de 2016, se anunció que la Comisión de Preservación de Monumentos Históricos de la Ciudad de Nueva York había aprobado la construcción de dos nuevos ascensores subterráneos fuera de la entrada del edificio, disponibles para uso público. Se conectarán a la estación existente de Broad Street de la línea J del metro de la ciudad de Nueva York. El diseño de los ascensores está siendo supervisado por Urbahn Architects. Los planes requieren dos ascensores, uno para cada plataforma, en las esquinas noreste y suroeste de Broad Street y Exchange Place.
El Concejo de la Ciudad de Nueva York aprobó la construcción de los ascensores en julio de 2018 y otorgó a los desarrolladores 6632 m² adicionales en derechos de zonificación a cambio de construir los ascensores. Sin embargo, los residentes e inquilinos de 15 y 30 de Broad Street se opusieron a la construcción de ascensores de vidrio y metal, alegando que representaban un riesgo de ataques terroristas.